# Caecilia guntheri
Caecilia guntheri Dunn, 1942 è un anfibio della famiglia Caeciliidae.

## Distribuzione e habitat
La specie vive in Colombia e in Ecuador, dove occupa vari habitat umidi, tropicali o subtropicali.